# Karl Franz Anton von Schreibers

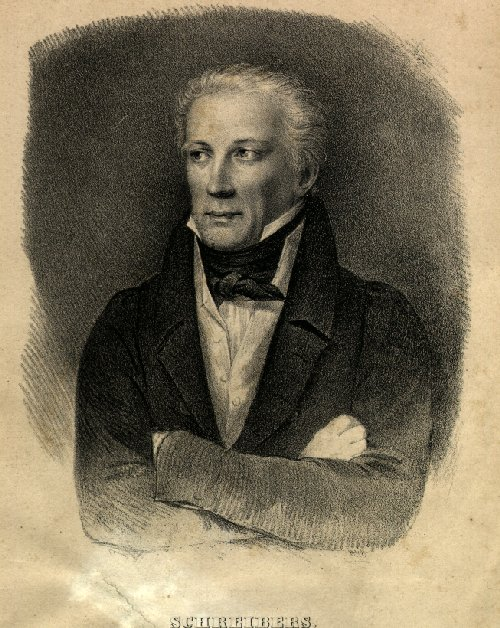
Karl Franz Anton von Schreibers

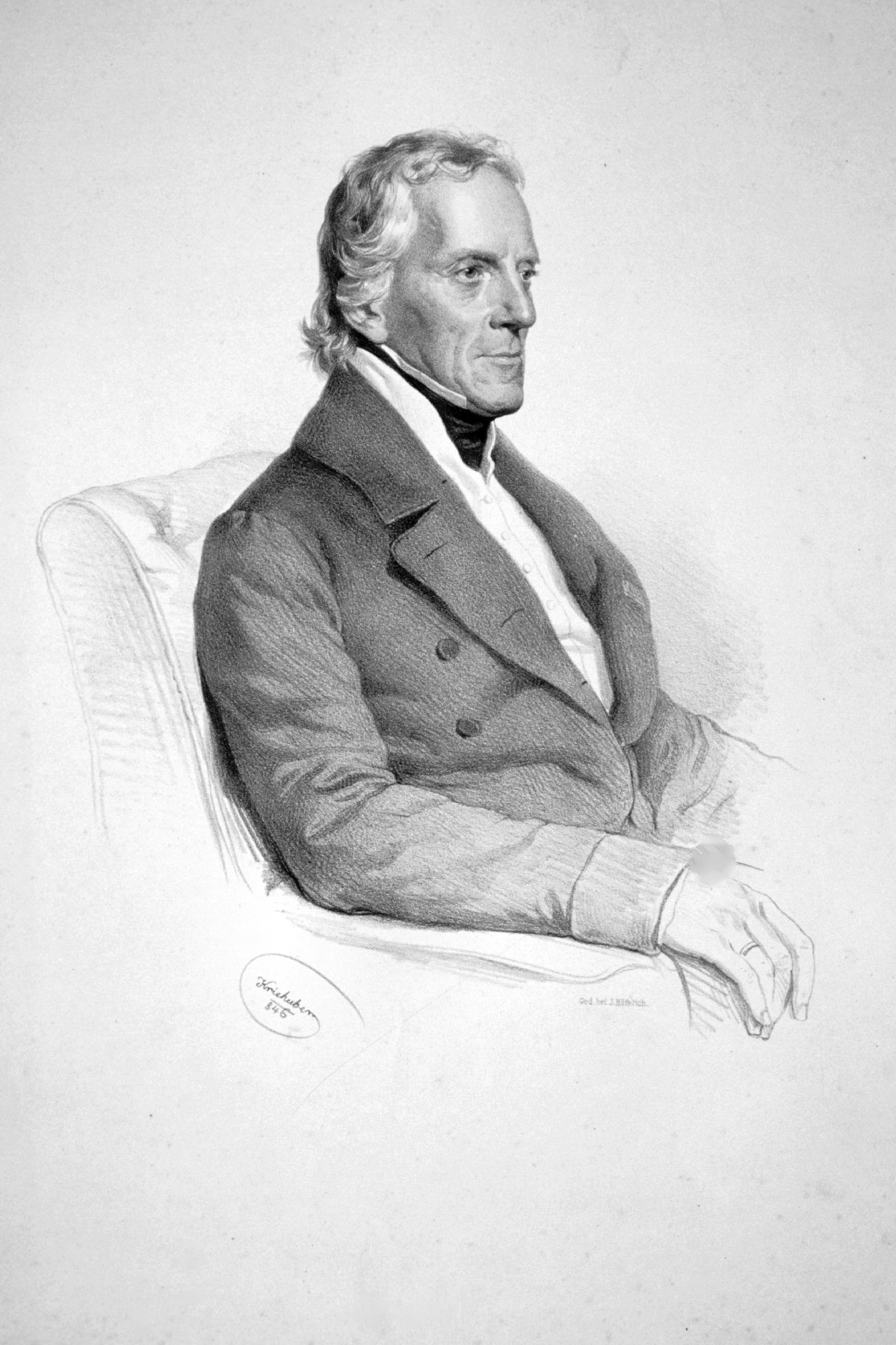
Karl Franz Anton von Schreibers, Lithographie von Josef Kriehuber, 1846

Karl Franz Anton Schreibers, ab 1808 Ritter von Schreibers (* 15. August 1775 in Pressburg; † 21. Mai 1852 in Wien) war ein österreichischer Naturwissenschaftler.

## Leben
Seine Eltern waren der Feld-Kriegsarchivar Franz Xaver Schreibers († 1798) und dessen Ehefrau Katharina Eytl († am 16. Juni 1832 in Niederhollabrunn). Er wurde 1808 mit seinem Onkel Joseph Ludwig von Schreibers und seinem Bruder Joseph von Schreibers in den Ritterstand erhoben.
Karl von Schreibers kam im Alter von neun Jahren nach Wien, besuchte ab 1784 das Löwenburgsche Konvikt und begann ab 1793 mit dem Studium der Medizin. Daneben war er bis 1795 Assistent des Phrenologen Franz Joseph Gall. Nach seiner Promotion 1798 arbeitete Schreibers als Arzt bei seinem Onkel und bereiste 1799 mehrere europäische Staaten. 1801 machte man ihn zum Assistenten des Professors der Naturgeschichte an der Universität Wien, Peter Jordan, dessen Vorlesungen er 1802 bis 1807 supplierte. Daneben führte er auch eine medizinische Praxis.
Von Schreibers beschäftigte sich schon früh mit der Botanik, Mineralogie sowie Zoologie und knüpfte mit europäischen Wissenschaftlern auf diesem Gebiet Kontakte. Auf deren Anregungen beschäftigte er sich mit den noch wenig bekannten Grottenolmen Krains und einer australischen Käferart. 1806 wurde von Schreibers, als Nachfolger des verstorbenen Andreas Stütz, zum Leiter der „k.k. Hof-Naturalien-Cabinete“ ernannt, deren Sammlung er wesentlich erweiterte. 1809 war er auch wesentlich an der Auslagerung der Bestände zum Schutz vor den napoleonischen Truppen beteiligt. Die 1817 von Fürst Metternich veranlasste wissenschaftliche Brasilien-Expedition wurde von Schreibers in wissenschaftlicher Hinsicht betraut. Schreibers wurde letztlich auch zum Begründer des nach wissenschaftlichen Gesichtspunkten aufgebauten Naturhistorischen Museums in Wien.
Schreibers beschrieb das Meteoritenmineral in Eisenmeteoriten, das als Schreibersit heute nach ihm benannt ist.
Er heiratete 1810 Isabella von Jacquin, Tochter des Botanikers Joseph Franz von Jacquin (1766–1839). Das Paar hatte einen Sohn und zwei Töchter.

## Ehrungen
1812 wurde er auswärtiges Mitglied der Bayerischen Akademie der Wissenschaften. 1815 wurde er zum korrespondierenden Mitglied der Göttinger Akademie der Wissenschaften gewählt.
1818 wurde er zum Mitglied der Deutschen Akademie der Naturforscher Leopoldina gewählt.
Der österreichische Naturforscher und Zoologe Johann Baptist Natterer benannte ihm zu Ehren die Langflügelfledermaus  Miniopterus schreibersii  (Kuhl, 1820), zuerst veröffentlicht durch den deutschen Zoologen Heinrich Kuhl.